# Wohnsiedlung Luggweg
Die Wohnsiedlung Luggweg ist eine zwischen 1959 und 1960 von Karl Egender und Wilhelm Müller  geplante und erbaute kommunale Wohnsiedlung der Stadt Zürich, die im Quartier Altstetten des Kreis 9 liegt.

## Bauwerk
Die Überbauung befindet sich beidseitig der Luggwegstrasse in unmittelbarer Nähe der Hauptwerkstätte der Verkehrsbetriebe Zürich. Sie besteht aus einer Häuserzeile mit vier dreigeschossigen Mehrfamilienhäusern östlich entlang der Luggwegstrasse und zwei achtgeschossigen quer zur Strasse stehenden Hochhäusern an jedem Ende der Zeile. Auf der gegenüberliegenden Seite der Strasse stehen zwei einzelne Mehrfamilien- und zwei Doppelhäuser.
Die kommunale Siedlung ist Teil einer grösseren Siedlung, die im Gebiet Luggwegstrasse / Rautistrasse von der Baugesellschaft Luggweg geplant wurde. Die Baugenossenschaft der Strassenbahner erhielt 128 schlüsselfertige Wohnungen im Jahr 1959, die restlichen 148 Wohnungen verblieben bei der Stadt.